# گورخار
 گورخار ، روستایی است از توابع [[بخش صالح‌آباد (شهرستان تربت جام)|بخش مرکزی شهرستان صالح آباد قرار دارد و قومیت مردم آن،طائفه سلجوقیان هستند که اکثریت رو خاندان اعلمی تشکیل می‌دهند.شغل مردم روستا کشاورزی و دامداری میباشد.]
این روستا در ۴۵ کیلومتری شهرستان صالح آباد قرار دارد و بر اساس سرشماری سال 1400جمعیت آن (160خانوار) 1500 نفر 
بوده‌است.